# Балахтинський район
Балахтинський райо́н (рос. Балахтинский район)— адміністративно-територіальна одиниця (район) та муніципальне утворення (муніципальний район) в південній частині Красноярського краю Росії.
Адміністративний центр — село Балахта.

## Географія
Район знаходиться в долинах річок Єнісей і Чулим. Площа території 10250 км². Площа сільгоспугідь — 3445 км²; землі лісового фонду 6061 км², водного — 657 км². За розмірами територія району займає 12 місце в краї.
Суміжні території:
- Північ: Козульський і Ємельяновський райони Красноярського краю
- Північний схід: Березівський район (Красноярський край)
- Схід: Манський район
- Південний схід: Курагінський район
- Південь: Ідринський, Краснотуранський і Новоселовський райони Красноярського краю
- Захід: Ужурський район
- Північний захід: Назаровський район

## Історія
Балахтинський район утворений 4 квітня 1924 року у межах Красноярського повіту Єнісейської губернії. В 1925 році Балахтинський район у складі новоствореного Красноярського округу увійшов до складу Сибірський край. В 1930 році Красноярський округ був скасований і Балахтинський район увійшов безпосередньо до складу Східно-Сибірського краю. В 1934 році район увійшов до складу новоутвореного Красноярський край. В 1962 році через спорудження Красноярської ГЕС і затопленням багатьох сіл до Балахтинського району були приєднані Даурський і Новоселовський район. В 1966 році знову відділений Новоселовський район.
| Прапор Росії | Це незавершена стаття про Росію. Ви можете допомогти проєкту, виправивши або дописавши її. |